# Carrer Major de Sossís
El Carrer Major de Sossís és una via pública de Conca de Dalt (Pallars Jussà) inclosa a l'Inventari del Patrimoni Arquitectònic de Catalunya.

## Descripció
Carrer principal del poble format per l'agrupació de cases pairals entre mitgeres. Les edificacions, de dues a tres a plantes d'alçària, es caracteritzen per les portades dovellades de mig punt i ràfecs molts sortits de totes les teulades.
Adaptant-se a la topografia, el carrer, costerut, està pavimentat amb empedrat de lloses i pedres rieres que facilitava l'accés del bestiar. Forma part del conjunt barroc popular mitjançant l'eix definit amb l'església situada a la capçalera del vial.

## Història
Suposant les edificacions coetanis amb l'església, es pot datar el carrer als voltants del segle xvii.